# Dániel Pauman
Dániel Pauman (* 13. August 1986 in Vác) ist ein ehemaliger ungarischer Kanute.

## Karriere
Dániel Pauman, zu der Zeit Mitglied beim MTK Budapest, nahm an den Olympischen Spielen 2012 in London teil, bei denen er neben Zoltán Kammerer, Tamás Kulifai und Dávid Tóth zum ungarischen Aufgebot im Vierer-Kajak gehörte. In ihrem Vorlauf sicherten sie sich mit einem Sieg sogleich die direkte Finalqualifikation. Im Endlauf überquerten die Ungarn nach 2:55,699 Minuten als Zweite die Ziellinie, hinter den siegreichen Australiern und vor der tschechischen Mannschaft, womit Pauman, Kammerer, Kulifai und Tóth die Silbermedaille gewannen.
Bei den Europameisterschaften 2013 in Montemor-o-Velho gewann er über 1000 Meter im Vierer-Kajak die Bronzemedaille, die Besetzung entsprach dabei der olympischen Mannschaft des Vorjahres. Ein Jahr später sicherte er sich bei den Weltmeisterschaften 2014 in Moskau in dieser Disziplin mit Kammerer, Tóth und Kulifai ebenfalls Bronze. 2015 verbesserten sie sich in Mailand bei den Weltmeisterschaften schließlich auf den zweiten Platz und gewannen bei den Europaspielen in Baku die Goldmedaille. In Račice u Štětí folgte 2017 eine weitere Silbermedaille bei den Weltmeisterschaften, wobei diesmal Benjámin Ceiner statt Tamás Kulifai Teil der ungarischen Mannschaft war.
Für seine Olympiamedaille im Jahr 2012 erhielt Pauman das Ritterkreuz des Ungarischen Verdienstordens. 